# 幌加站

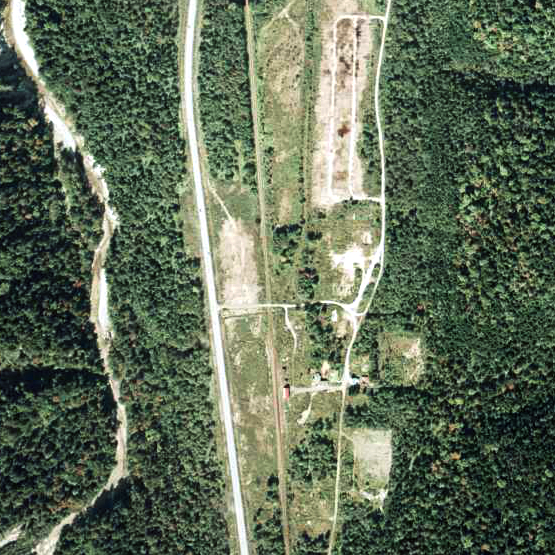
1977年的幌加站與方圓約750米範圍。上方是十勝三股方向。圖中為車站無人化後的情況，車站大還還存在。周邊已經看不到住宅。曾經車站大樓旁邊和後方設有堆場，這些地區存放了許多木材。靠近十勝三股一方平交道處的右上方可看見一條小徑，該處曾經為前往營林署儲木場的專用線路基遺址。

幌加站（日语：／ Horoka eki */?）是位於北海道河東郡上士幌町字幌加，日本國有鐵道（國鐵）的士幌線車站（廢站）。隨著士幌線全線廢線，車站在1987年（昭和62年）3月23日廢除。

## 車站構造
車站大樓位於站內專邊。此站設有1面1線的旅客專用島狀單式月台，在糠平一方設有路軌分支，連接車站大樓旁邊的貨物月台和貨物線。車站後方設有貨物起卸專用的副本線。車站大樓旁邊的貨物線可向北延伸，連接營林署堆場（儲木場）的專用線。在無人化後，貨物線和專用線均被撤走，只留下副本線，直至路線廢除。

## 站名的由來
車站名稱取自所在地名。地名源自阿伊努語的「ホㇿカナイ (horka-nay)」，其意思是「回去、河流」，當時回去的意思是指附近幌加音更川的河道迂回曲折。

## 歷史
- 1939年（昭和14年）11月18日 - 車站啟用，當時為一般車站[2]
- 1947年（昭和22年） - 設置佔地8.0公頃的帶廣營林局上士幌營林署儲木場。鋪設718米的專用側線[3]
- 1970年（昭和45年）9月10日 - 結束處理行李（報紙除外）和貨物（車載貨物除外）[2]。同時成為無人車站[4]。
- 1978年（昭和53年）
  - 12月20日 - 完全結束處理貨物[2][4]。
  - 12月25日 - 糠平至十勝三股之間列車服務暫停[2]。當日起委托了上士幌的士，使用小巴進行代行服務。當時車站附近只有少數民居和站前商店「船戶商店」（後來遷移至糠平溫泉鄉，於2008年結業）。在暫停鐵路服務後，名義上該區間仍然是一條鐵路線，車站還存在。與鄰站十勝三股站一樣，於國鐵時間表上仍然記載在內。但是直至廢除一刻，兩站再沒有列車到發，因此事實上已經為廢站。
- 1987年（昭和62年）3月23日 - 士幌線全線廢除，此站也廢除[2]。該線變為巴士服務，繼續由上士幌的士提供小巴服務。

## 車站周邊與現況
車站大樓已經被拆毀。月台（旅客、貨物共用）、轉轍器和路軌還存在。保存團呂設置了站名牌之複制品。
- 國道273號
- 北海道開發局（日语：北海道開発局）帶廣開發建設部幌加除雪站

在路線廢除後，由於除了糠平地區外，已經幾乎沒有人居住，人口十分少的原故，負責代行巴士的上士幌的士之巴士班次每年減少。在末時只剩下1往返班次。路線更在2003年9月取消，於同年10月，行走於帶廣 - 糠平 - 旭川之間的城際巴士North Liner三國號新設十勝三股巴士站和幌加温泉入巴士站，但是車站附近沒有設置巴士站（此站距離幌加溫泉入口2.7公里）。

## 相鄰車站
日本國有鐵道
士幌線
糠平－幌加－十勝三股
- 在開設代行巴士時，糠平至幌加之間新設了滑雪場入口巴士站，幌加至十勝三股之間新設了幌加溫泉入口巴士站，但是上述兩站於時間表上沒有記載。

## 注腳
1. ↑   (PDF). アイヌ語地名リスト. 北海道 環境生活部 アイヌ政策推進室. 2007  [2018-06-23]. （原始内容 (PDF)存档于2020-07-19） （日语）.
2. 1 2 3 4 5  停車場変遷大事典 国鉄・JR編 Ⅱ JTB 1998年10月發行
3. ↑  東北海道之林業 帶廣營林局 昭和44年發行 P359 表・貯木場現況による。另外，在昭和26年版全國專用線一覧中，帶廣營林局側線長300米。
4. 1 2  JR釧路支社「鉄道百年の歩み」平成13年12月發行

## 外部連結
- 上士幌町　舊幌加站蹟 （页面存档备份，存于）（日語）
- 北海道廢止本地線之旅 （页面存档备份，存于）（日語） - 士幌線 （页面存档备份，存于） 　幌加站的變遷